# Pole wydmowe

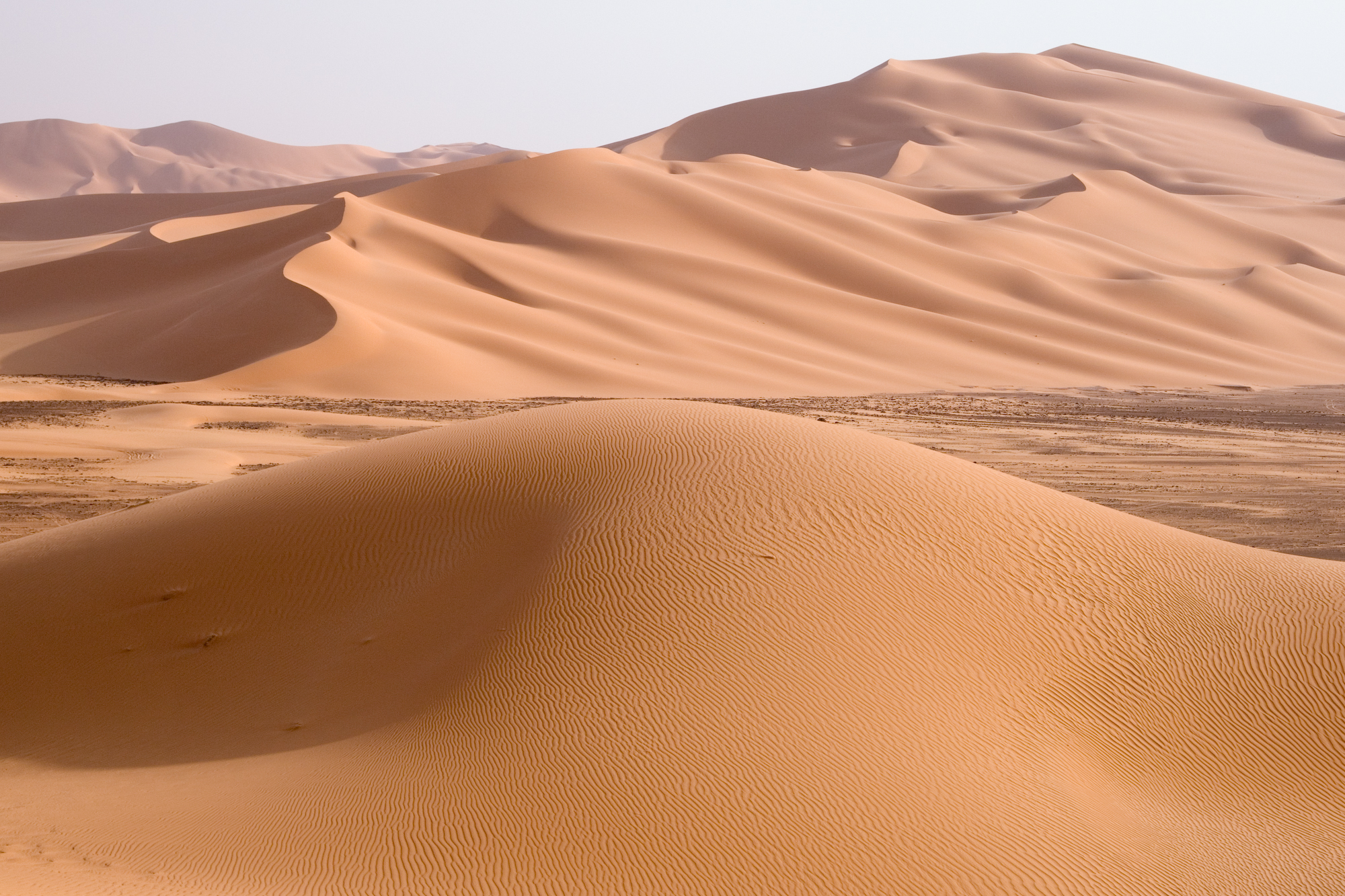
Pole wydmowe na pustyni w Libii

Pole wydmowe – skupisko zazwyczaj niewielkich wydm na ścisłym obszarze. Przykładem pola wydmowego w Polsce jest zgrupowanie w środkowej części Mierzei Łebskiej oddzielającej jezioro Łebsko od Morza Bałtyckiego. W niektórych regionach rozprzestrzeniają się one na skutek zaistnienia korzystnego podłoża i wysuszenia obszaru, np. na Saharze w rejonie Coude du Dra pole wydmowe powiększyło swoją powierzchnię trzydziestokrotnie pomiędzy 1932 a 1999 rokiem.